# 부하라 토후국
부하라 토후국(페르시아어: شاهنشاهی بخارا 우즈베크어: Buxoro amirligi)은 1785년부터 1920년까지 중앙아시아에서 존속한 국가이다. 이 국가는 과거에 트란스옥시아나라고 알려진 아무다리야강과 시르다리야강 사이에 자리잡고 있었다. 이 국가의 핵심 지역은 제라프샨강 유역 지역이었으며, 도심 지역은 사마르칸트와 토후국의 수도인 부하라였다. 부하라 토후국의 서쪽인 화레즘에는 히바 칸국이 있었고, 동쪽인 페르가나 분지에는 코칸트 칸국이 있었다.

## 역사

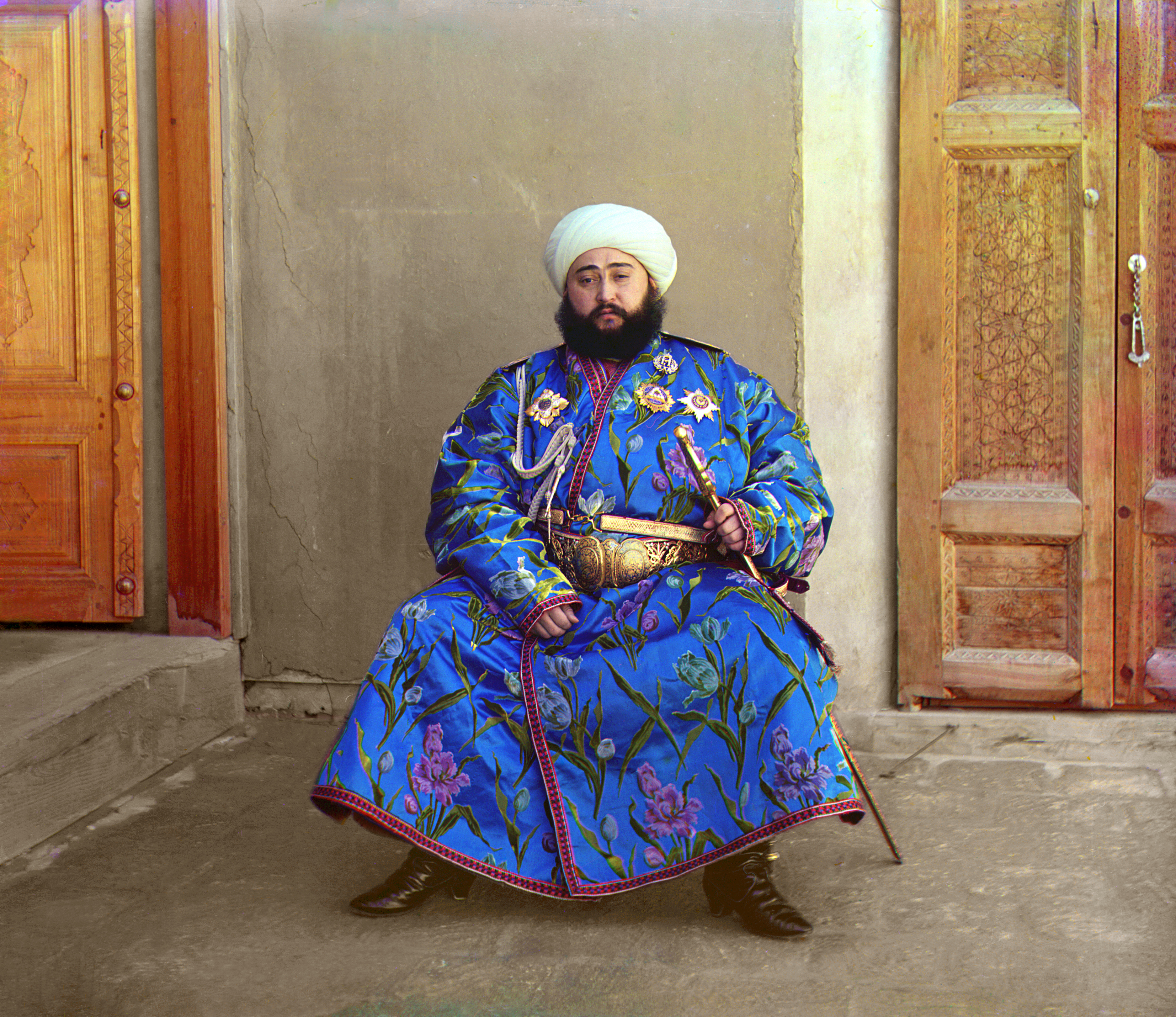
부하라 토후국의 마지막 에미르인 무함마드 아림 칸(1880년~1944년). 1911년 마자르이샤리프에서 세르게이 프로쿠딘고르스키가 촬영.

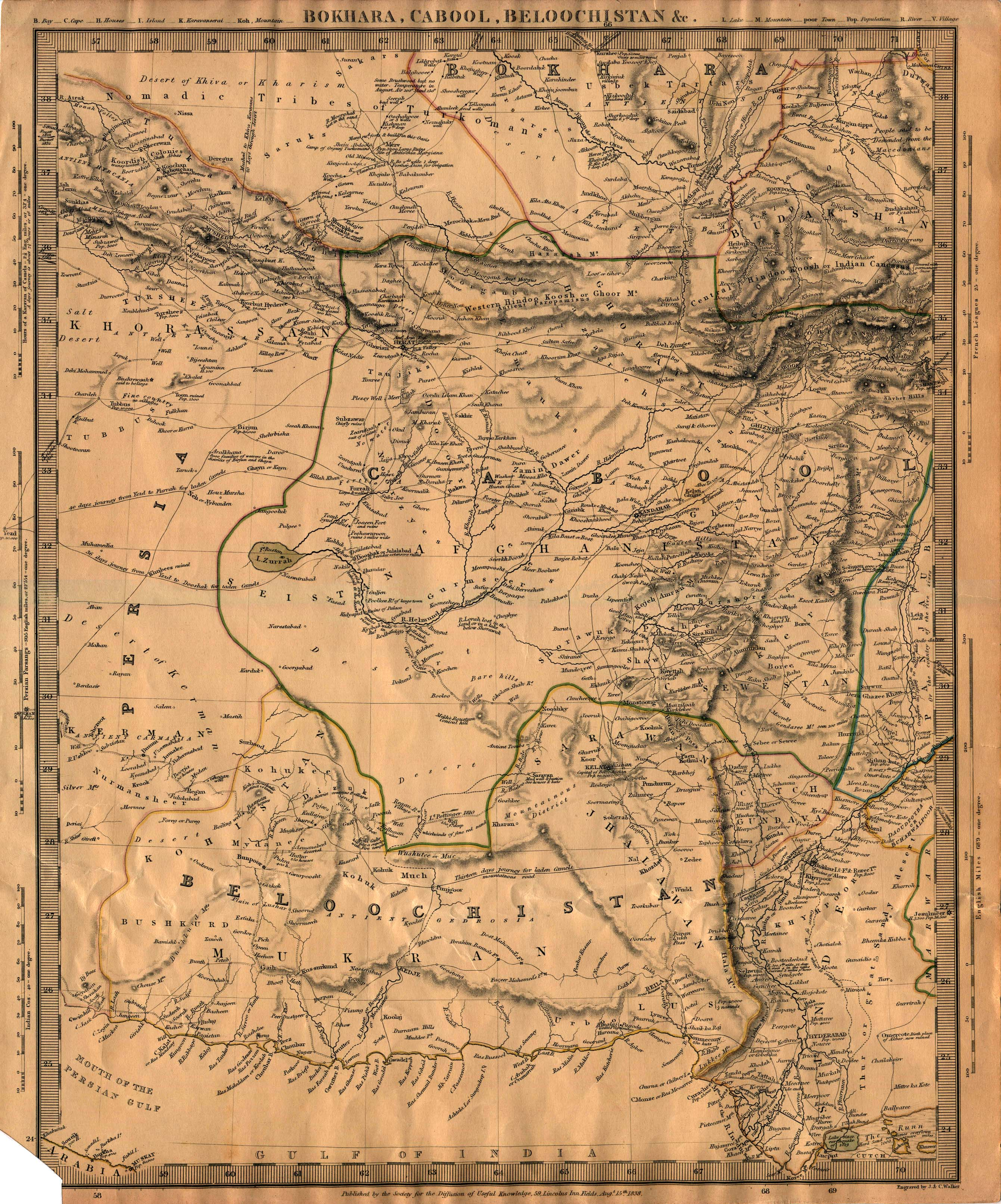
부하라 토후국(꼭대기), 카불(중앙)과 발루치스탄(아래와 오른쪽)이 나타난 지도.

부하라 토후국은 1785년 망후드의 에미르인 샤 무라드가 통치권을 얻으면서 공식적으로 개국했다. 그러나 망기트 왕조는 이전에 부하라를 지배했던 왕조들과 달리 칸을 칭하지 않았다. 대신 그들은 역대 칼리프의 칭호인 ‘아미르 알무미닌(신도의 우두머리)’를 칭했다. 보통은 아미르라 칭한다.
18세기를 거치면서, 에미르는 아탈리크(ataliq) 역할을 맡으며 서서히 부하라 칸국을 효과적으로 통치할 수 있게 되었다. 1740년대 들어 칸국이 페르시아의 나디르 샤에게 정복당하자, 에미르가 실권을 장악한다는 것이 확실해졌다. In 1747년 나디르 샤가 사망하자, 아탈리크 무하맘드 라힘 비는 아불파이즈 칸과 그의 아들을 살해하고 자니드 왕조를 멸망시켰다. 이 때부터 에미르들은 허수아비 칸을 내세워 통치하다가 아부 엘-가지 칸이 사망한 이후 샤 무라드가 공개적으로 권자에 오르게 되었다.
피츠로이 맥크레안 1세는 그의 저서 Eastern Approaches(동쪽으로 가는 길)에서 어떻게 그레이트 게임으로 인해 찰스 스토다트와 아서 코놀리가 나스룰라 칸에게 처형당했는지, 어떻게 괴짜 선교사로 알려진 요시프 볼프가 1845년에 그들을 찾으러 왔다가 죽지 않고 도망쳤는지에 대해 설명하고 있다. 그는 성직자의 정복을 다 차려있고 왔기에 에미르가 웃음을 터뜨렸고, "볼프 박사는 결국 부하라를 떠나고 이러한 관용에 익숙하지 않던 사람들은 이 같은 조치에 크게 놀랐다고 한다"라고 말했다.
1868년 토후국은 이 지역을 식민지로 만들려던 러시아 제국과의 전쟁에서 패배했다. 러시아는 사마르칸드의 중요 도시들을 포함한 토후국 영토 대부분을 병합했다. 1873년에는 남은 땅이 러시아의 보호령이 되었으며, 곧 투르케스탄 총독령에게 포위당했다.
토후국의 개혁주의자들은 보수적인 에미르인 무하마드 알림 칸이 권력을 놓지 않으려 한다는 것을 알고 러시아 볼셰비키들의 군사적 지원을 받는 것으로 방향을 전환했다. 붉은 군대는 1920년 3월에 공격을 하다 실패한 이후, 같은 해 9월의 공격에는 성공했다. 부하라 토후국은 볼셰비키에게 정복당했고 이후 부하라 인민 소비에트 공화국이 되었다. 오늘날 사라진 토후국의 영토 상당수는 우즈베키스탄에 있으며, 일부 영토는 타지키스탄, 투르크메니스탄, 카자흐스탄에 있다. 또한, 1793년부터 1850년 사이 영토에는 지금의 아프가니스탄 북부 지방도 포함하고 있었다.

## 가족
에미르의 딸인 슈리카 라드 알리미는 아프가니스탄 라디오 텔레비전에서 기자로 근무했다. 슈리카 라드는 1979년 12월 소련의 아프가니스탄 침공이 있은 지 3개월 후 아프가니스탄을 떠났다. 신문기자인 그의 남편과 두 아이와 함께 그녀는 파키스탄으로 도망간 이후 독일을 거쳐 미국으로 갔다. 1982년 미국의 소리 방송에 입사한 이후 미국의 소리 다리어 방송의 아나운서, 프로그램 호스트, 프로듀서로 일하고 있다.

## 문화
주요 무역로에 자리잡은 부하라 토후국은 우즈베크인, 타지크인, 유대인을 포함한 다양한 문화의 영향을 받았다. 부하라 시에는 토후국 시절까지 전해진 건축, 문학, 전통에 대한 타지키스탄의 역사가 담겨 있었다. 이 시기의 유명한 예술가로는 시인 키로미 부코로이, 서예가 미르자 압드 알아지즈 부카리, 학자 라마트 알라 부카리가 있었다. 이 당시 이 지역의 마드라사는 유명했다.